# Суйюань

Провинция Суйюань (1928-1954 гг.)

Суйюа́нь (кит. трад. 綏遠省, упр. 绥远省, пиньинь Suíyuǎn shěng) — существовавшая в 1928—1954 годах провинция в северной части Китайской Республики. Занимала площадь 329 397 км², население её составляло 1718 тыс. чел. (1954). Административный центр — город Гуйсуй (с апреля 1954 года — Хух-Хото).

## История

### Под властью северных милитаристов

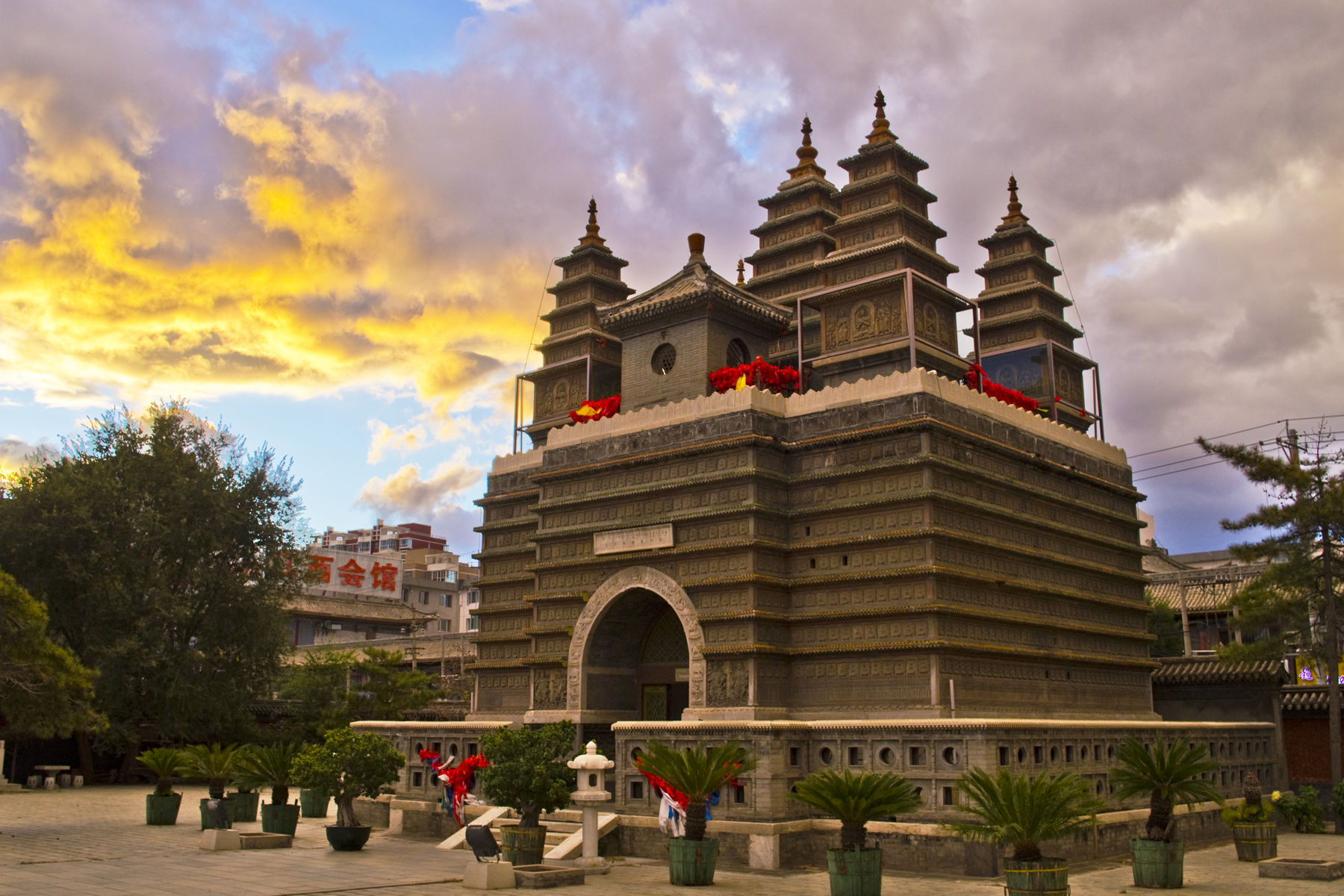
Храм пяти пагод в Хух-Хото (бывшая столица Суйюани Гуйсуй)

С древних времён территорию провинции населяли монголы. В январе 1914 года из состава провинции Шаньси был выделен «особый административный округ Суйюань», переданный под управление командующему гарнизоном Гуйсуя. С этого времени Суйюань контролировалась северокитайскими милитаристами; с распадом в 1916 году северной группировки на аньхойскую и чжилийскую клики Суйюань перешла под контроль аньхойской клики Дуань Цижуя. Летом 1920 года контроль над Суйюанью установила фэнтяньская клика Чжан Цзолиня, а весной 1922 года он перешёл к чжилийской клике У Пэйфу и Цао Куня. С 1925 года Суйюань контролировал командующий 1-й Национальной армией Фэн Юйсян, который в 1926 году встал на сторону гоминьдана.

### Начало гоминьдановского правления
В сентябре 1928 года гоминьдановское Национальное правительство Китая преобразовало особый административный округ Суйюань в провинцию Суйюань. На территориях с преобладающим ханьским населением была введена обычная для Китая уездная система управления, а в районах, населённых монголами, сохранялось старое деление на аймаки (Икэчжаоский на западе и Уланцабский на востоке провинции) и хошуны.
В 1920—1930-е годы на территории провинции усиливается ханьская колонизация. Политика гоминьдановского правительства вызывает подъём национально-освободительного движения среди монгольского населения провинции. Наиболее крупным выступлением было восстание в Ордосе под руководством Улдзэй Джаргала (1929—1931 гг.). Росту напряженности в отношениях между ханьским и монгольским населением в этот период способствовало и распространение националистических настроений: среди монголов разжиганию таких настроений способствовала феодально-теократическая верхушка (что приводило к выступлениям монголов против китайцев вообще), среди ханьцев — деятельность тайных обществ (в одном из районов Суйюани тайное общество «Гэлаохуэй» выставило лозунги «Бей монголов!», «Бери монгольские земли!»).
В конце 1930 года Суйюань перешла под власть правителя Маньчжурии Чжан Сюэляна. Однако этот период был непродолжителен, и с начала 1930-х гг. реальный контроль над Суйюанью оказался в руках Янь Сишаня, губернатора соседней провинции Шаньси (степень этого контроля была столь велика, что один из журналистов, посетивших Суйюань, назвал её «колонией Шаньси»).

### Борьба с японской агрессией
В 1931 году японские войска захватили Маньчжурию, а в феврале-марте 1933 года оккупировали провинцию Жэхэ, в результате чего реальная угроза оккупации нависла и над Западной Внутренней Монголией. В этих условиях Чан Кайши после долгих колебаний пошёл навстречу требованиям сторонников автономии Внутренней Монголии (автономистское движение организационно оформилось в сентябре 1933 года на совещании князей монгольских аймаков Икэчжао, Уланцаба и Силингола в местечке Байлинмяо в Суйюани, а 15 октября 1933 года в Баньцзяне ими было создано «автономное правительство Внутренней Монголии»). 23 апреля 1934 года в Байлинмяо состоялась официальная церемония создания Политического комитета по делам местной автономии Монголии; в соответствии с положением об этом комитете, утверждённым 7 марта нанкинским правительством, он располагался в Байлинмяо, находился в прямом подчинении Исполнительного юаня Национального правительства Китайской Республики и отвечал за политические дела и дела самоуправления монгольских административных единиц — аймаков и хошунов — в провинциях Суйюань, Чахар и Нинся. Фактически полномочия комитета, впрочем, были весьма ограниченными.
Китайские власти Политическому комитету в Байлинмяо не доверяли и сформировали в феврале 1936 года из прогоминьдановских монгольских деятелей «Политический комитет по делам местной автономии для монгольских районов провинции Суйюань», находившийся в окрестностях Гуйсуя. Предполагалось, что комитету в Байлинмяо будут подведомственны территории, населённые монголами в Чахаре, а Суйюаньскому комитету — монгольские районы провинции Суйюань. В мае Политический комитет в Байлинмяо получил от гоминьдановского правительства предписание переехать в Чахар. В ответ на это фактический глава комитета монгольский князь Дэ Ван Дэмчигдонров, установивший к этому времени контакты с японцами, 27 мая  1936 года заявил о независимости Внутренней Монголии от Китая и образовании государства Мэнцзян (Монгольский край). Началась создание так называемых «национальных» монгольских частей, насчитывавших к октябрю около 20 тыс. человек. 

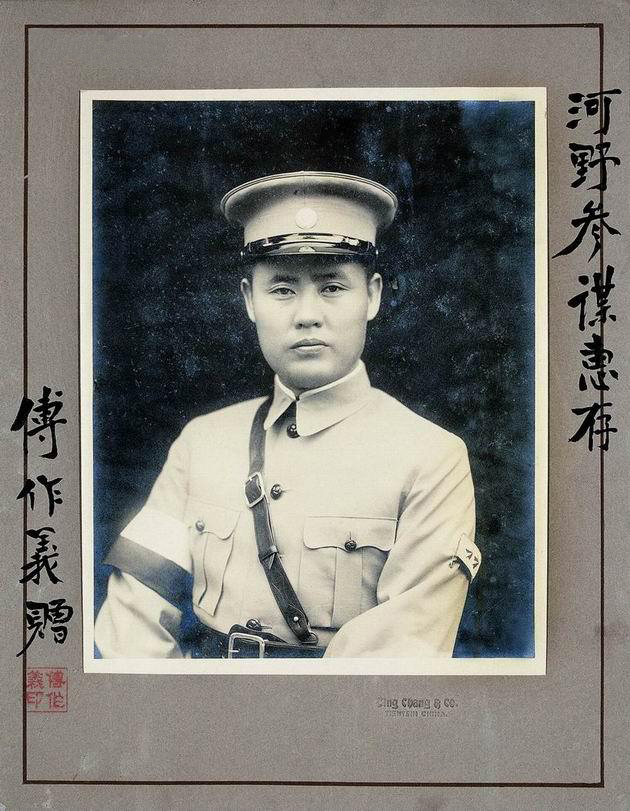
Генерал Фу Цзои

После установления в 1935 году японского контроля над северной частью Чахара японские войска оказались на границах Суйюани. В военном отношении эта провинция имела для Японии исключительно важное значение как база для операций против Северного Китая и МНР. Для её захвата Япония организовала в октябре 1936 года вторжение в Суйюань подконтрольных ей марионеточных воинских формирований — Национальной армии Мэнцзяна Дэмчигдонрова и Великой ханьской справедливой армии китайского милитариста Ван Ина. Однако китайские войска под командованием генерала Фу Цзои (с 1931 года — губернатор провинции Суйюань) в середине ноября успешно отразили удар противника и обратили его в бегство («Битва при Байлинмяо», кит. упр. 百灵庙战役, пиньинь Bǎilíng miào zhànyì), а 23 ноября заняли город Байлинмяо. Победа при Байлиньмяо стала первым после обороны Шанхая в 1932 году случаем решительного наступления китайских войск в борьбе с японской агрессией. Она вызвала огромный резонанс в стране; по всему Китаю была развёрнута кампания помощи суйюаньскому фронту.
После начала в июле 1937 года японо-китайской войны 1937—1945 гг. провинция Суйюань стала частью театра боевых действий. 14 октября японские войска заняли Гуйсуй, 17 октября — Баотоу. 27 октября Дэмчигдонров созвал в Гуйсуе «2-й Всемонгольский съезд», провозгласивший создания «Автономного правительства Монгольского союза» (в состав этого образования с центром в Гуйсуе вошли северная половина Чахара и оккупированная часть Суйюани). К концу года японские войска оккупировали бо́льшую часть восточной и центральной Суйюани; позднее линия фронта не раз менялась, а на оккупированной части территории провинции развернулась партизанская борьба, в которой активное участие принимали и ханьцы, и монголы. Так, ещё в 1935 году в районе Байлинмяо был создан крупный партизанский отряд под командованием коммуниста Уланьфу, боровшийся как против оккупантов, так и против сторонников Дэмчигдонрова.

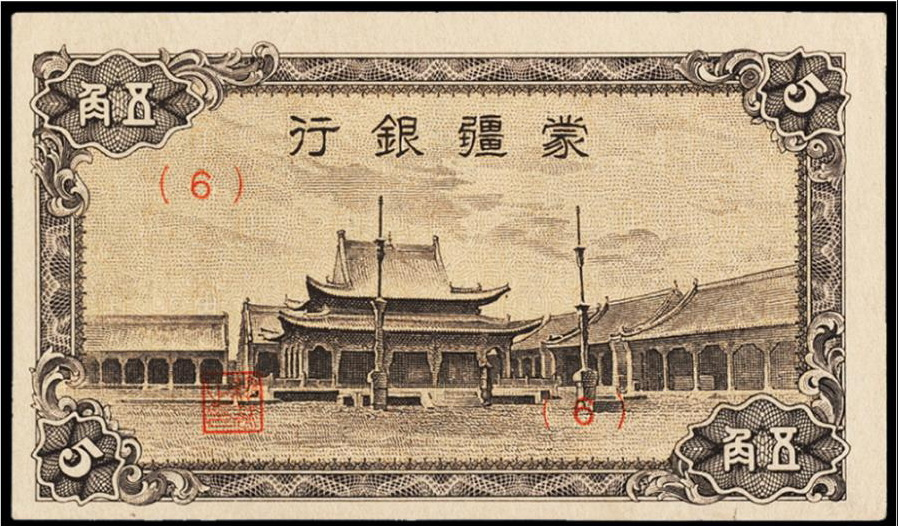
Банкнота Мэнцзяна достоинством 5 цзяо

После объединения 1 сентября 1939 года Автономного правительства Монгольского союза с аналогичными марионеточными правительствами — «Автономным правительством Южного Чахара» и «Автономным правительством Северного Цзинь» (в северной Шаньси) — было создано «Объединённое автономное правительство Мэнцзяна».
Между тем в оккупированных районах Суйюани усиливается партизанское движение, причём значительная часть этих партизанских отрядов ориентируется на коммунистов и координирует свои действия с действиями 8-й армии. В 1944 году на территории Икэчжаоского аймака было создано антияпонское правительство во главе с Уланьфу.

### Суйюань после второй мировой войны
После капитуляции японских оккупационных войск в августе-сентябре 1945 года провинция Суйюань вновь стала самостоятельной административной единицей в прежних границах. Однако мира это не принесло: в провинции развёртывается вооружённая борьба между коммунистами и гоминьдановцами. Гоминьдановские войска в конце августа заняли Баотоу и Гуйсуй, но часть территории провинции находилась под контролем коммунистов, входя в состав освобождённого района Шаньси — Суйюань (вооружёнными силами данного района командовал Хэ Лун). В октябре-декабре на территории провинции разыгралось Суйюаньское сражение, в котором войска Хэ Луна, действуя совместно с вооружёнными силами освобождённого района Шаньси — Чахар — Хэбэй (командующий — Не Жунчжэнь), пытались нанести поражение гоминьдановским войскам Фу Цзои и не допустить их соединения с войсками Янь Сишаня, контролировавшими юг и центр Шаньси. Части коммунистических войск окружили Баотоу и Гуйсуй, но не смогли их взять и отступили.
В середине 1946 года конфликт между гоминьданом и КПК перерос в полномасштабную гражданскую войну. Первоначально военное превосходство было у гоминьдана, и в первой половине 1947 года гоминьдановским войскам удалось значительно расширить контролируемую ими территорию Суйюани, но летом 1947 года военной инициативой завладела Народно-освободительная армия Китая — НОАК (так стали с лета 1946 года называться вооружённые силы, сформированные из 8-й армии, Новой 4-й армии и Северо-Восточной демократической объединённой армии). В январе 1948 года монгольские войска самообороны были реорганизованы в Народно-освободительную армию Внутренней Монголии (главнокомандующий — Уланьфу), являвшуюся составной частью НОАК.
Весной 1949 года Дун Циу (губернатор Суйюани с октября 1946 года) вступает в переговоры с коммунистами. Их итогом стала состоявшаяся 19 сентября 1949 года в Баотоу церемония подписания руководителями Суйюани во главе с Дун Циу соглашения о мирном освобождении Суйюани. В результате к концу сентября вся территория Суйюани, ранее занятая гоминьдановцами, перешла под контроль НОАК. Провинция стала частью провозглашённой 1 октября Китайской Народной Республики.
Однако на территории Икэчжаоского и Уланцабского аймаков продолжали действовать остатки войск Дэмчигдонрова (сам он в декабре 1949 года бежал на территорию МНР). В феврале 4-я и 5-я кавалерийские дивизии Народно-освободительной армии Внутренней Монголии завершили освобождение обоих аймаков от сторонников Дэмчигдонрова.
В марте 1954 года территория упразднённой провинции Суйюань вошла в состав автономного района Внутренняя Монголия.